# Fraser Waters
Pour les articles homonymes, voir Waters.

a Compétitions nationales et continentales officielles uniquement.

b Matchs officiels uniquement.
Dernière mise à jour le 8 décembre 2024.
Fraser Henry Hamilton Waters, né le 31 mars 1976 au Cap (Afrique du Sud), est un joueur de rugby à XV anglais. Il joue en équipe d'Angleterre et évolue au poste de centre. Il a longtemps évolué au sein de l'effectif des London Wasps avant de signer en 2008 aux Benetton Trévise.

## Carrière

### En équipe nationale
Il a honoré sa première cape internationale en équipe d'Angleterre le 16 juin 2001 contre l'équipe des États-Unis. 

## Palmarès

### En club
- Champion d'Angleterre : 2003, 2004, 2005, 2008
- Vainqueur de la Coupe d'Angleterre :  1999, 2000
- Vainqueur de la Coupe d'Europe : 2004, 2007
- Vainqueur du Challenge européen : 2003

### En équipe nationale
- 3 sélections en équipe d'Angleterre
- Sélections par année : 1 en 2001, 2 en 2004